# Тувианский, Меир
Меир (Миша) Тувианский (ивр. מאיר טוביאנסקי‎, 20 мая 1904 года, Ковно, Российская империя — 30 июня 1948 года, Израиль) — капитан Армии обороны Израиля, необоснованно обвинённый в предательстве во время Войны за независимость Израиля и расстрелянный. После дополнительного расследования полностью реабилитирован.

## Биография

### Молодость
Родился в семье Веры и Якова Тувианских. Окончил еврейскую гимназию в Ковно (Каунас). В 1922 году был призван в армию Литовской республики (которая на тот момент уже была независимым государством). В армии получил несколько наград за успешную службу. После окончания военной службы поступил в университет и стал инженером.
Во время учёбы в университете Меир присоединился к группе молодёжи, которые создали сельскохозяйственный кооператив по модели кибуца, и вместе с ними в конце 20-х годов переехал в подмандатную Палестину, в поселение Биньямина.

### Жизнь в Палестине
В Биньямине Меир заболел малярией и по настоятельному совету врачей начал искать физически более лёгкую работу. Инженером ему устроиться не удалось, и он поступил на службу в британскую полицию.
Из полиции Меира уволили в связи с отказом от перевода в Хайфу, где, как он опасался, ему пришлось бы действовать против евреев. Был арестован по подозрению в убийстве араба и сотрудничестве с еврейской подпольной военизированной организацией «Хагана», но по результатам расследования и суда он был оправдан.
С 1931 по 1934 годы Меир работал в техническом отделе полицейской радиостанции, затем в компании, занятой разработками месторождений соли Мёртвого моря.
В начале Второй мировой войны Меир Тувианский вступил в английскую армию и служил до самого окончания войны в инженерных войсках, где дослужился до звания майора.
После окончания войны Меир демобилизовался и поступил на работу инженером в британскую компанию «Махане Алленби» в Иерусалиме. Затем работал в иерусалимской электрической компании «Хеврат хашмаль».
Во время Войны за Независимость Тувианский формировал подразделения для обороны Иерусалима и занимался проблемами водоснабжения. Был назначен командующим лагерем Шнелер, куда свозилось продовольствие, а также осуществлял технический надзор за тремя аэродромами.
30 июня 1948 года Меира вызвали на экстренное совещание, которое должно было состояться в Тель-Авиве. На самом деле никакого совещания не планировалось. Вызов был организован начальником военной разведки Израиля «АМАН» Иссером Беери в качестве меры, позволяющей незаметно для окружающих арестовать Тувианского.

### Арест и казнь

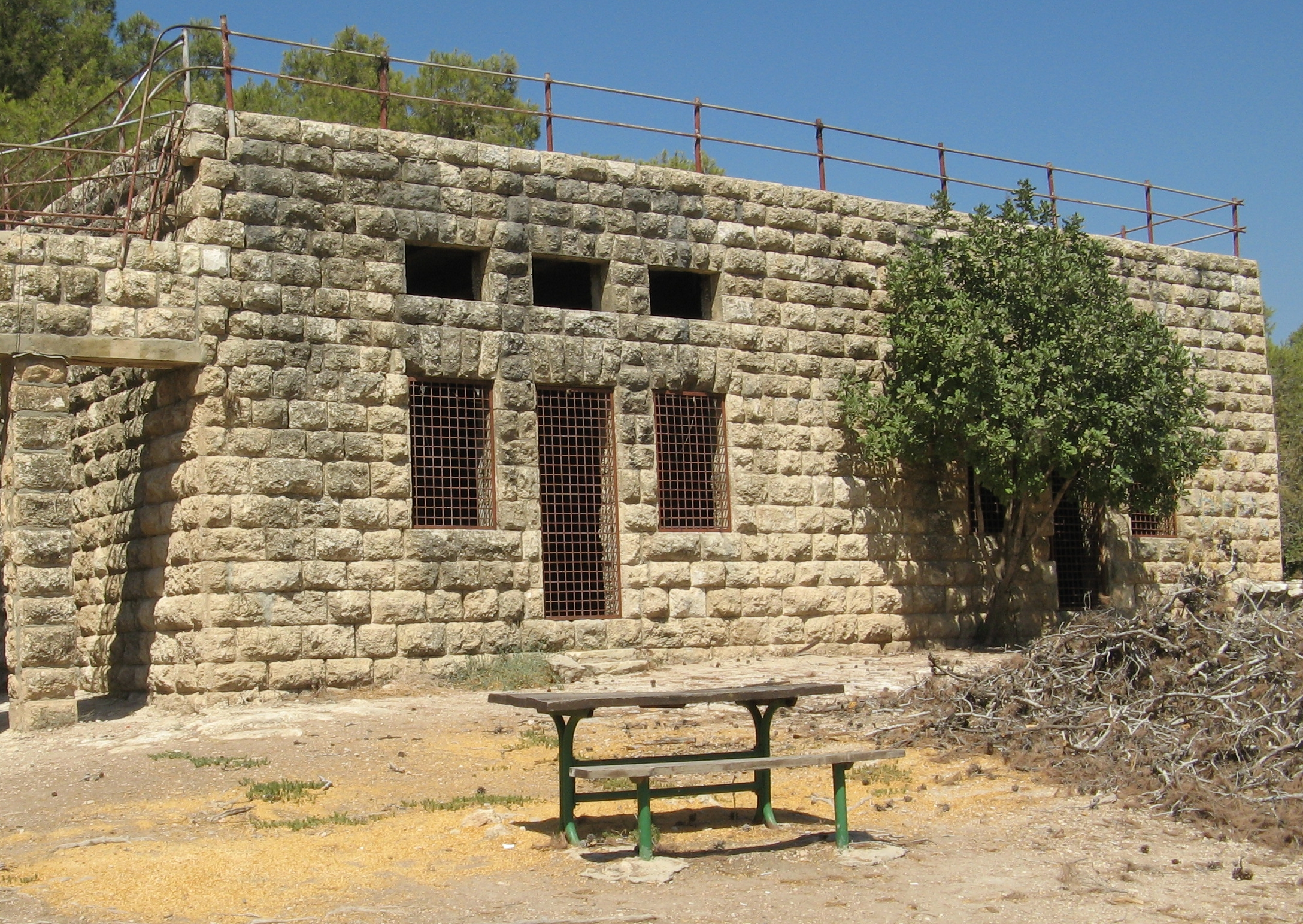
Место суда над Тувианским

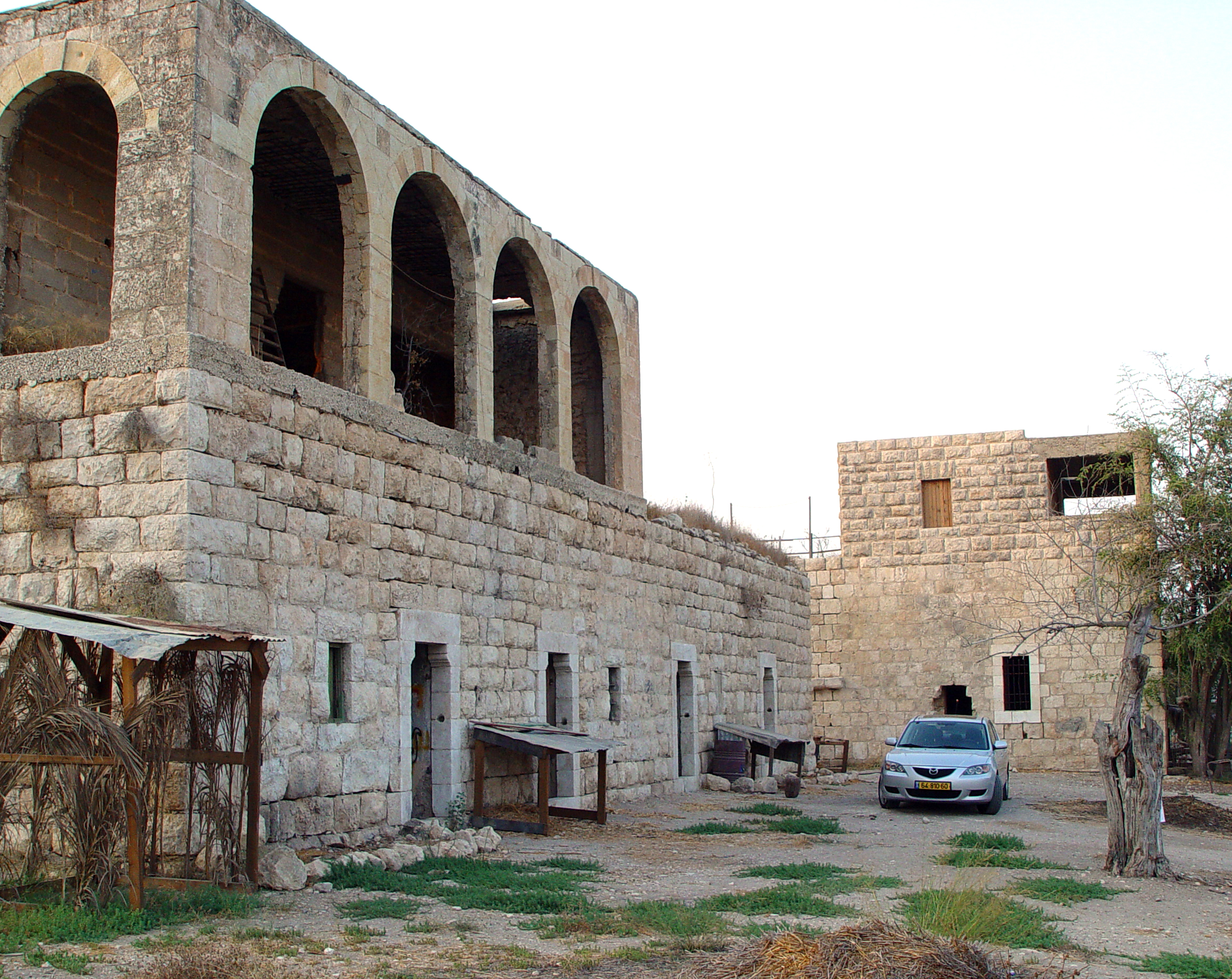
Место казни

Весной 1948 года иорданская артиллерия регулярно обстреливала израильские военные объекты в Иерусалиме. Карта обстрелов по мнению сотрудников военной разведки близко совпадала со схемой электросети, доступ к которой, по мнению Беери, получили британцы.
Тувианский попал под подозрение в передаче этих сведений британцам и был арестован. Однако расследование его деятельности, предшествовавшее аресту, было крайне поверхностным и содержало критические упущения. На допросе Тувианский показал, что ранее во время службы в британских органах передавал начальству карту инфраструктурных объектов, не подозревая в этом ничего плохого, поскольку британцы контролировали город и знали, что и где в нём расположено.
30 июня 1948 года возле деревни Бейт-Джиз четыре офицера израильских спецслужб: Иссер Беери, Биньямин Гибли, Авраам Кидрон и Давид Карон судили Тувианского военно-полевым судом, признали его виновным в измене и приговорили к смертной казни.
Тувианский был расстрелян буквально через несколько минут после вынесения приговора, ему не дали разрешения не только защищаться и обжаловать приговор, но даже написать прощальное письмо жене и премьер-министру Израиля Давиду Бен-Гуриону, с которым он был лично знаком. Приговор был приведён в исполнение шестью солдатами армейской бригады «Харель», которым даже не сообщили, кого и за что они расстреливают.

## Реабилитация
Жене Тувианского Елене никто не сообщил, что произошло с её мужем. Некоторое время она полагала, что он просто исчез, и пыталась его найти, опрашивая его сослуживцев и сотрудников спецслужб. О его аресте, осуждении и казни она узнала из газет спустя 3 недели после событий. Когда она наконец выяснила, что он расстрелян за предательство, она обратилась к главе правительства через его юридического советника Яакова Шимшона-Шапира с просьбой провести расследование этого дела.
К тому времени кроме этого дела у Бен-Гуриона были к Беери и другие серьёзные претензии, например, убийство агента военной разведки араба Али Кассема и пытки Иегуды Амстера — помощника мэра Хайфы. Премьер-министр назначил комиссию во главе с военным прокурором, которая пришла к выводу, что Тувианского казнили за преступление, которого он не совершал. Беери был отдан под суд за превышение полномочий в этом деле.
Суд признал Иссера Беери виновным в превышении полномочий. Учитывая старые заслуги Беери и особые обстоятельства, суд приговорил его к одному дню тюрьмы. Однако и этот день Беери в тюрьме не был, поскольку был помилован президентом Израиля Хаимом Вейцманом.
В июле 1949 года Давид Бен-Гурион лично сообщил вдове Тувианского о его реабилитации и принёс ей свои соболезнования. Меир Тувианский был похоронен с военными почестями, а семья получила пенсию за него как погибшего при исполнении служебного долга.
Тувианский стал первым из двух человек, казнённых по приговору суда за всю историю Израиля. Вторым был Адольф Эйхман, возглавлявший отдел гестапо IV B 4, отвечавший за «окончательное решение еврейского вопроса». Эйхман был осуждён за военные преступления и повешен в Рамле в 1962 году.

## Увековечение памяти
После оправдания Меира Тувианского израильский поэт Натан Альтерман написал стихотворение «Вдова предателя» (ивр. אלמנת הבוגד‎), в котором он «преклоняет колена» перед вдовой Тувианского, сумевшей добиться справедливости, а также выражает восхищение страной и главой правительства, которые оправдали невиновного, несмотря на все «стратегии» и «соображения».
В 2021 году мэрия Иерусалима сообщила о планах назвать одну из улиц именем Тувианского.